# 두랑고다람쥐
두랑고다람쥐(Neotamias durangae)는 다람쥐과에 속하는 설치류의 일종이다. 멕시코의 토착종이다.

## 특징
두랑고다람쥐는 꼬리를 제외한 몸길이가 평균 약 13.5~22.7cm이고 꼬리 길이는 약 10cm로 더 짧다. 몸무게는 약 80~85g이다. 털 색은 대체로 계피갈색을 띤다.

## 분포
두랑고다람쥐는 멕시코 북부 지역 두 곳에서 발견된다. 한 곳은 치와와주 남서부와 두랑고주 서부 사이의 지역이고, 나머지 한 곳은 코아우일라주 남동부 지역이다.